# Liste der Staatsoberhäupter 1971
Übersicht
◄◄ | ◄ | 1967 | 1968 | 1969 | 1970 | Liste der Staatsoberhäupter 1971 | 1972 | 1973 | 1974 | 1975 | ► | ►►

Weitere Ereignisse

## Afrika
- Ägypten
  - Staatsoberhaupt: Präsident Anwar as-Sadat (1970–1981) (1973–1974, 1980–1981 Ministerpräsident)
  - Regierungschef: Ministerpräsident Mahmud Fauzi (1970–1972)

- Algerien
  - Staats- und Regierungschef: Präsident des Revolutionsrats Houari Boumedienne (1965–1978) (ab 1976 Präsident)

- Äquatorialguinea
  - Staats- und Regierungschef: Präsident Francisco Macías Nguema (1968–1979)

- Äthiopien
  - Staatsoberhaupt: Kaiser Haile Selassie (1930–1974) (1936–1941 im Exil)
  - Regierungschef: Ministerpräsident Aklilu Habte-Wold (1961–1974)

- Botswana
  - Staats- und Regierungschef: Präsident Seretse Khama (1966–1980)

- Burundi
  - Staats- und Regierungschef: Präsident Michel Micombero (1966–1976) (1966 Ministerpräsident)

- Dahomey (ab 1975 Benin)
  - Staats- und Regierungschef: Vorsitzender des Präsidentschaftsrats Hubert Maga (1960–1963, 1970–1972) (1960 Ministerpräsident)

- Elfenbeinküste
  - Staats- und Regierungschef: Präsident Félix Houphouët-Boigny (1960–1993)

- Gabun
  - Staats- und Regierungschef: Präsident Albert-Bernard Bongo (1967–2009)

- Gambia
  - Staats- und Regierungschef: Präsident Dawda Jawara (1970–1994) (1965–1970 Ministerpräsident)

- Ghana
  - Staatsoberhaupt: Präsident Edward Akufo-Addo (1970–1972)
  - Regierungschef: Ministerpräsident Kofi Abrefa Busia (1969–1972)

- Guinea
  - Staats- und Regierungschef: Präsident Ahmed Sékou Touré (1958–1984)

- Kamerun
  - Staats- und Regierungschef: Präsident Ahmadou Ahidjo (1960–1982)

- Kenia
  - Staats- und Regierungschef: Präsident Jomo Kenyatta (1964–1978) (1963–1964 Ministerpräsident)

- Volksrepublik Kongo (1960–1970 Kongo-Brazzaville; ab 1992 Republik Kongo)
  - Staats- und Regierungschef: Präsident Marien Ngouabi (1968, 1969–1977)

- Lesotho
  - Staatsoberhaupt: König Moshoeshoe II. (1966–1970, 1970–1990, 1995–1996)
  - Regierungschef: Ministerpräsident Leabua Jonathan (1966–1986) (1970 Staatsoberhaupt)

- Liberia
  - Staats- und Regierungschef:
    - Präsident William S. Tubman (1944–23. Juli 1971)
    - Präsident William R. Tolbert, Jr. (23. Juli 1971–1980)

- Libyen
  - Staats- und Regierungschef: Vorsitzender des Revolutionären Kommandorats Muammar al-Gaddafi (1969–1979) (1979–2011 Revolutionsführer)

- Madagaskar
  - Staats- und Regierungschef: Präsident Philibert Tsiranana (1960–1972)

- Malawi
  - Staats- und Regierungschef: Präsident Hastings Kamuzu Banda (1966–1994) (1964–1966 Ministerpräsident)

- Mali
  - Staats- und Regierungschef: Präsident Moussa Traoré (1968–1991)

- Marokko
  - Staatsoberhaupt: König Hassan II. (1961–1999)
  - Regierungschef:
    - Ministerpräsident Ahmed Laraki (1969–6. August 1971)
    - Ministerpräsident Mohammed Karim Lamrani (6. August 1971–1972, 1983–1986, 1992–1994)

- Mauretanien
  - Staats- und Regierungschef: Präsident Moktar Ould Daddah (1960–1978)

- Mauritius
  - Staatsoberhaupt: Königin Elisabeth II. (1968–1992)
    - Generalgouverneur: Leonard Williams (1968–1972)

  - Regierungschef: Premierminister Seewoosagur Ramgoolam (1968–1982) (1983–1985 Generalgouverneur)

- Niger
  - Staats- und Regierungschef: Präsident Hamani Diori (1960–1974)

- Nigeria
  - Staats- und Regierungschef: Chef der Militärischen Bundesregierung Yakubu Gowon (1966–1975)

- Obervolta (ab 1984 Burkina Faso)
  - Staatsoberhaupt: Präsident Sangoulé Lamizana (1966–1980)
  - Regierungschef: Ministerpräsident Gérard Kango Ouédraogo (13. Februar 1971–1974) (Amt neu geschaffen)

- Rhodesien (international nicht anerkannt) (seit 1980 Simbabwe)
  - Staatsoberhaupt: Präsident Clifford Dupont (1970–1975) (1965–1970 Verwaltungsoffizier der Regierung)
  - Regierungschef: Ministerpräsident Ian Smith (1965–1979)

- Ruanda
  - Staats- und Regierungschef: Präsident Grégoire Kayibanda (1962–1973)

- Sambia
  - Staats- und Regierungschef: Präsident Kenneth Kaunda (1964–1991)

- Senegal
  - Staatsoberhaupt: Präsident Léopold Sédar Senghor (1960–1980)
  - Regierungschef: Premierminister Abdou Diouf (1970–1980) (1981–2000 Präsident )

- Sierra Leone (seit 19. April 1971 Republik)
  - Staatsoberhaupt:
    - Königin Elisabeth II. (1961–19. April 1971)
      - Generalgouverneur:
        - Banja Tejan-Sie (1968–31. März 1971)
        - Christopher Okoro Cole (31. März 1971–19. April 1971) (kommissarisch) (1971 Präsident)

    - Präsident Christopher Okoro Cole (19. April 1971–21. April 1971)
    - Präsident Siaka Stevens (21. April 1971–1985) (1967, 1968–1971 Ministerpräsident)

  - Regierungschef:
    - Ministerpräsident Siaka Stevens (1967, 1968–21. April 1971) (1971–1985 Präsident)
    - Ministerpräsident Sorie Ibrahim Koroma (21. April 1971–1975)

- Somalia
  - Staats- und Regierungschef: Präsident Siad Barre (1969–1991)

- Südafrika
  - Staatsoberhaupt: Präsident Jacobus Johannes Fouché (1968–1975)
  - Regierungschef: Ministerpräsident Balthazar Johannes Vorster (1966–1978) (1978–1979 Präsident)

- Sudan
  - Staatsoberhaupt:
    - Vorsitzender des revolutionären Kommandorats Dschafar an-Numairi (1969–19. Juli 1971, 1971–1985) (1969–1976, 1977–1985 Ministerpräsident)
    - Vorsitzender des Revolutionsrats Babiker an-Nur Osman (19. Juli 1971–22. Juli 1971)
    - Präsident Dschafar an-Numairi (1969–1971, 22. Juli 1971–1985) (bis 12. Oktober 1971 Vorsitzender des revolutionären Kommandorat) (1969–1976, 1977–1985 Ministerpräsident)

  - Regierungschef: Ministerpräsident Dschafar an-Numairi (1969–1976, 1977–1985) (1969–1971, 1971–1985 Präsident)

- Swasiland
  - Staatsoberhaupt: König Sobhuza II. (1968–1982)
  - Regierungschef: Premierminister Makhosini Dlamini (1968–1976)

- Tansania
  - Staats- und Regierungschef: Präsident Julius Nyerere (1962–1985) (1961–1962 Ministerpräsident)

- Togo
  - Staats- und Regierungschef: Präsident Étienne Eyadéma (1967–2005)

- Tschad
  - Staats- und Regierungschef: Präsident François Tombalbaye (1960–1975)

- Tunesien
  - Staatsoberhaupt: Präsident Habib Bourguiba (1957–1987)
  - Regierungschef: Ministerpräsident Hédi Nouira (1970–1980)

- Uganda
  - Staats- und Regierungschef:
    - Präsident Milton Obote (1966–25. Januar 1971, 1980–1985) (1962–1966 Ministerpräsident)
    - Präsident Idi Amin (25. Januar 1971–1979)

- Zaïre (bis 1964 Kongo-Léopoldville, 1964–27. Oktober 1971, seit 1997 Demokratische Republik Kongo)
  - Staats- und Regierungschef: Präsident Joseph-Désiré Mobutu (1965–1997)

- Zentralafrikanische Republik
  - Staats- und Regierungschef: Präsident Jean-Bédel Bokassa (1966–1979) (ab 1976 Kaiser)

## Amerika

### Nordamerika
- Kanada
  - Staatsoberhaupt: Königin Elisabeth II. (1952–2022)
    - Generalgouverneur: Roland Michener (1967–1974)

  - Regierungschef: Premierminister Pierre Trudeau (1968–1979, 1980–1984)

- Mexiko
  - Staats- und Regierungschef: Präsident Luis Echeverría Álvarez (1970–1976)

- Vereinigte Staaten von Amerika
  - Staats- und Regierungschef: Präsident Richard Nixon (1969–1974)

### Mittelamerika
- Barbados
  - Staatsoberhaupt: Königin Elisabeth II. (1966–2021)
    - Generalgouverneur Arleigh Winston Scott (1967–1976)

  - Regierungschef: Premierminister Errol Walton Barrow (1966–1976, 1986–1987)

- Costa Rica
  - Staats- und Regierungschef: Präsident José Figueres Ferrer (1970–1974)

- Dominikanische Republik
  - Staats- und Regierungschef: Präsident Joaquín Balaguer (1950–1962, 1966–1978, 1986–1996)

- El Salvador
  - Staats- und Regierungschef: Präsident Fidel Sánchez Hernández (1967–1972)

- Guatemala
  - Staats- und Regierungschef: Präsident Carlos Arana Osorio (1970–1974)

- Haiti
  - Staats- und Regierungschef:
    - Präsident François Duvalier (1957–21. April 1971)
    - Präsident Jean-Claude Duvalier (21. April 1971–1986)

- Honduras
  - Staats- und Regierungschef:
    - Präsident Oswaldo López Arellano (1963–6. Juni 1971, 1972–1975) (1956–1957 Mitglied des militärischen Regierungsrats)
    - Präsident Ramón Ernesto Cruz (6. Juni 1971–1972)

- Jamaika
  - Staatsoberhaupt: Königin Elisabeth II. (1962–2022)
    - Generalgouverneur: Clifford Campbell (1962–1973)

  - Regierungschef: Premierminister Hugh Shearer (1967–1972)

- Kuba
  - Staatsoberhaupt: Präsident Osvaldo Dorticós Torrado (1959–1976)
  - Regierungschef: Ministerpräsident Fidel Castro (1959–2008) (1976–2008 Präsident des Staatsrats und Präsident des Ministerrats)

- Nicaragua
  - Staats- und Regierungschef: Präsident Anastasio Somoza Debayle (1967–1972, 1974–1979)

- Panama
  - Staats- und Regierungschef: Präsident Demetrio Basilio Lakas (1969–1978)

- Trinidad und Tobago
  - Staatsoberhaupt: Königin Elisabeth II. (1962–1976)
    - Generalgouverneur: Solomon Hochoy (1962–1972)

  - Regierungschef: Ministerpräsident Eric Eustace Williams (1962–1981)

### Südamerika
- Argentinien
  - Staats- und Regierungschef:
    - Präsident Roberto Marcelo Levingston (1970–22. März 1971) (de facto)
    - Präsident Alejandro Agustín Lanusse (22. März 1971–1973) (de facto)

- Bolivien
  - Staats- und Regierungschef:
    - Präsident Juan Torres Gonzáles (1970–21. August 1971)
    - Präsident Hugo Banzer (21. August 1971–1978, 1997–2001)

- Brasilien
  - Staats- und Regierungschef: Präsident Emílio Garrastazu Médici (1969–1974)

- Chile
  - Staats- und Regierungschef: Präsident Salvador Allende (1970–1973)

- Ecuador
  - Staats- und Regierungschef: Präsident José María Velasco Ibarra (1934–1935, 1944–1947, 1952–1956, 1960–1961, 1968–1972)

- Guyana
  - Staatsoberhaupt: Präsident Arthur Chung (1970–1980)
  - Regierungschef: Ministerpräsident Forbes Burnham (1966–1980) (1980–1985 Präsident)

- Kolumbien
  - Staats- und Regierungschef: Präsident Misael Pastrana Borrero (1970–1974)

- Paraguay
  - Staats- und Regierungschef: Präsident Alfredo Stroessner (1954–1989)

- Peru
  - Staatsoberhaupt: Präsident Juan Velasco Alvarado (1968–1975)
  - Regierungschef: Ministerpräsident Ernesto Montagne Sánchez (1968–1973)

- Uruguay
  - Staats- und Regierungschef: Präsident Jorge Pacheco Areco (1967–1972)

- Venezuela
  - Staats- und Regierungschef: Präsident Rafael Caldera (1969–1974, 1994–1999)

## Asien

### Ost-, Süd- und Südostasien
- Bangladesch (unabhängig seit 26. März 1971 )
  - Staatsoberhaupt:
    - Präsident Mujibur Rahman (11. April 1971–1972, 1975)  (bis 1972 in pakistanischer Haft) (1972–1975 Ministerpräsident)
    - Präsident Syed Nazrul Islam (11. April 1971–1972) (kommissarisch)

  - Regierungschef: Ministerpräsident Tajuddin Ahmad (11. April 1971–12. Januar 1972)

- Bhutan
  - Staats- und Regierungschef: König Jigme Dorje Wangchuck (1952–1972)

- Burma (ab 1989 Myanmar)
  - Staatsoberhaupt: Vorsitzender des Revolutionsrats Ne Win (1962–1981) (ab 1974 Präsident) (1958–1960, 1962–1974 Ministerpräsident)
  - Regierungschef: Ministerpräsident Ne Win (1958–1960, 1962–1974) (1962–1974 Vorsitzender des Revolutionsrats; 1974–1981 Präsident)

- Ceylon (ab 1972 Sri Lanka)
  - Staatsoberhaupt: Königin Elisabeth II. (1952–1972)
    - Generalgouverneur: William Gopallawa (1962–1972) (1972–1978 Präsident)

  - Regierungschef: Premierministerin Sirimavo Bandaranaike (1960–1965, 1970–1977, 1994–2000)

- Republik China (Taiwan)
  - Staatsoberhaupt: Präsident Chiang Kai-shek (1950–1975) (1928–1931, 1943–1948 Vorsitzender der Nationalregierung Chinas, 1948–1949 Präsident von Nationalchina; 1930–1931, 1935–1938, 1939–1945, 1947 Ministerpräsident von Nationalchina)
  - Regierungschef: Ministerpräsident Yen Chia-kan (1963–1972) (1975–1978 Präsident)

- Volksrepublik China
  - Parteichef: Vorsitzender der Kommunistischen Partei Chinas Mao Zedong (1943–1976) (1949–1954 Vorsitzender der zentralen Volksregierung; 1954–1959 Präsident)
  - Staatsoberhaupt:
    - Präsident Dong Biwu (1968–1975) (kommissarisch)
    - Präsidentin Song Qingling (1968–1972) (kommissarisch)

  - Regierungschef: Ministerpräsident Zhou Enlai (1949–1976)

- Indien
  - Staatsoberhaupt: Präsident V. V. Giri (1969, 1969–1974)
  - Regierungschef: Premierministerin Indira Gandhi (1966–1977, 1980–1984)

- Indonesien
  - Staats- und Regierungschef: Präsident Suharto (1967–1998)

- Japan
  - Staatsoberhaupt: Kaiser Hirohito (1926–1989)
  - Regierungschef: Premierminister Eisaku Sato (1964–1972)

- Kambodscha
  - Staatsoberhaupt: Präsident Cheng Heng (1970–1972)
  - Regierungschef: Ministerpräsident Lon Nol (1966–1967, 1969–1972) (1972–1975 Präsident)

- Nordkorea
  - De-facto-Herrscher: Kim Il-sung (1948–1994)
  - Staatsoberhaupt: Vorsitzender des Präsidiums der Obersten Volksversammlung Choe Yong-gon (1957–1972)
  - Regierungschef: Ministerpräsident Kim Il-sung (1948–1972)

- Südkorea
  - Staatsoberhaupt: Präsident Park Chung-hee (1962–1979)
  - Regierungschef:
    - Ministerpräsident Baek Du-jin (1952–1954, 1970–3. Juni 1971)
    - Ministerpräsident Kim Jong-pil (3. Juni 1971–1975, 1998–2000)

- Laos
  - Staatsoberhaupt: König Savang Vatthana (1959–1975)
  - Regierungschef: Ministerpräsident Souvanna Phouma (1951–1954, 1956–1958, 1960, 1962–1975)

- Malaysia
  - Staatsoberhaupt: Oberster Herrscher Abdul Halim Mu’adzam Shah (1970–1975)
  - Regierungschef: Ministerpräsident Abdul Razak (1959, 1970–1976)

- Malediven
  - Staats- und Regierungschef: Präsident Ibrahim Nasir (1968–1978) (1957–1968 Ministerpräsident)

- Nepal
  - Staatsoberhaupt: König Mahendra (1955–1972)
  - Regierungschef:
    - Erster Minister Gehendra Bahadur Rajbhandari (1970–14. April 1971)
    - Ministerpräsident Kirti Nidhi Bista (1969–1970, 14. April 1971–1973, 1977–1979)

- Pakistan
  - Staatsoberhaupt:
    - Präsident Agha Muhammad Yahya Khan (1969–20. Dezember 1971)
    - Präsident Zulfikar Ali Bhutto (20. Dezember 1971–1973) (1973–1977 Ministerpräsident)

  - Regierungschef:
    - Ministerpräsident Nurul Amin (7. Dezember 1971–20. Dezember 1971) (Amt neu geschaffen)
    - vakant (20. Dezember 1971–1973)

- Philippinen
  - Staats- und Regierungschef: Präsident Ferdinand Marcos (1965–1986)

- Sikkim (unter indischer Suzeränität)
  - Staatsoberhaupt: König Palden Thondup Namgyal (1963–1975)
  - Regierungschef: Ministerpräsident Inder Sen Chopra (1969–1972)

- Singapur
  - Staatsoberhaupt:
    - Parlamentspräsident Yeoh Ghim Seng (1970–2. Januar 1971, 1981, 1985) (kommissarisch)
    - Präsident Benjamin Henry Sheares (2. Januar 1971–1981)

  - Regierungschef: Premierminister Lee Kuan Yew (1959–1990)

- Thailand
  - Staatsoberhaupt: König Rama IX. Bhumibol Adulyadej (1946–2016)
  - Regierungschef: Ministerpräsident Thanom Kittikachorn (1958, 1963–1973)

- Nordvietnam
  - Staatsoberhaupt: Präsident Tôn Đức Thắng (1969–1976) (1976–1980 Präsident von Vietnam)
  - Regierungschef: Ministerpräsident Phạm Văn Đồng (1955–1976) (1976–1987 Vorsitzender des Ministerrats von Vietnam)

- Südvietnam
  - Staatsoberhaupt: Präsident Nguyễn Văn Thiệu (1965–1975)
  - Regierungschef: Ministerpräsident Trần Thiện Khiêm (1969–1975)

### Vorderasien
- Bahrain (seit 15. August 1971 unabhängig)
  - Staatsoberhaupt: Emir Isa II. (15. August 1971–1999)
  - Regierungschef: Ministerpräsident Chalifa ibn Salman Al Chalifa (15. August 1971–2020)

- Irak
  - Staats- und Regierungschef: Präsident Ahmad Hasan al-Bakr (1968–1979) (1963 Ministerpräsident)

- Iran
  - Staatsoberhaupt: Schah Mohammad Reza Pahlavi (1941–1979)
  - Regierungschef: Ministerpräsident Amir Abbas Hoveyda (1965–1977)

- Israel
  - Staatsoberhaupt: Präsident Salman Schasar (1963–1973)
  - Regierungschef: Ministerpräsidentin Golda Meïr (1969–1974)

- Nordjemen
  - Staatsoberhaupt: Vorsitzender des Präsidentschaftsrates Abdul Rahman al-Iriani (1967–1974) (1963–1964 Ministerpräsident)
  - Regierungschef:
    - Ministerpräsident Mohsin Ahmad al-Aini (1967, 1970–26. Februar 1971, 1971–1972, 1974–1975)
    - Ministerpräsident Abdul Salam Sabrah (1969, 26. Februar 1971–3. Mai 1971, 1971) (kommissarisch)
    - Ministerpräsident Hassan al-Amri (1964, 1965, 1965–1966, 1967–1969, 24. August 1971–5. September 1975)
    - Ministerpräsident Abdul Salam Sabrah (1969, 1971, 5. September 1971–18. September 1971) (kommissarisch)
    - Ministerpräsident Mohsin Ahmad al-Aini (1967, 1970–1971, 18. September 1971–1972, 1974–1975)

- Südjemen
  - Staatsoberhaupt: Vorsitzender des Präsidialrats Salim Rubai Ali (1969–1978)
  - Regierungschef:
    - Ministerpräsident Muhammad Ali Haitham (1970–2. August 1971)
    - Ministerpräsident Ali Nasir Muhammad (2. August 1971–1985) (1978, 1980–1986 Präsident)

- Jordanien
  - Staatsoberhaupt: König Hussein (1952–1999)
  - Regierungschef:
    - Ministerpräsident Wasfi at-Tall (1962–1963, 1965–1967, 1970–28. November 1971)
    - Ministerpräsident Ahmad al-Lawzi (28. November 1971–1973)

- Katar (seit 3. September 1971 unabhängig)
  - Staatsoberhaupt: Emir Ahmad ibn Ali Al Thani (3. September 1971–1972)
  - Regierungschef: Ministerpräsident Chalifa bin Hamad Al Thani (3. September 1971–1995) (1972–1995 Emir)

- Kuwait
  - Staatsoberhaupt: Emir Sabah III. as-Salim as-Sabah (1965–1977) (1963–1965 Ministerpräsident)
  - Regierungschef: Ministerpräsident Dschabir al-Ahmad al-Dschabir as-Sabah (1962–1963, 1965–1978) (1977–2006 Emir)

- Libanon
  - Staatsoberhaupt: Präsident Suleiman Frangieh (1970–1976)
  - Regierungschef: Ministerpräsident Saeb Salam (1952, 1953, 1960–1961, 1970–1973)

- Oman (1891–1971 britisches Protektorat)
  - Staatsoberhaupt: Sultan Qabus ibn Said (1970–2020)
  - Regierungschef: Ministerpräsident Tariq ibn Taimur (1970–1972)

- Saudi-Arabien
  - Staats- und Regierungschef: König Faisal ibn Abd al-Aziz (1964–1975)

- Syrien
  - Staatsoberhaupt:
    - Präsident Ahmad al-Chatib (1970–22. Februar 1971)
    - Präsident Hafiz al-Assad (22. Februar 1971–2000) (1970–1971 Ministerpräsident)

  - Regierungschef:
    - Ministerpräsident Hafiz al-Assad (1970–3. April 1971) (1971–2000 Präsident)
    - Ministerpräsident Abdul Rahman Kleifawi (3. April 1971–1972, 1976–1978)

- Türkei
  - Staatsoberhaupt: Präsident Cevdet Sunay (1966–1973)
  - Regierungschef:
    - Ministerpräsident Süleyman Demirel (1965–26. März 1971, 1975–1977, 1977–1978, 1979–1980, 1991–1993) (1993–2000 Präsident)
    - Ministerpräsident Nihat Erim (26. März 1971–1972)

- Vereinigte Arabische Emirate (seit 2. Dezember 1971 unabhängig)
  - Staatsoberhaupt: Präsident Zayid bin Sultan Al Nahyan (2. Dezember 1971–2004) (1966–2004 Emir von Abu Dhabi)
  - Regierungschef: Ministerpräsident Maktum bin Raschid Al Maktum (9. Dezember 1971–1979, 1990–2006) (1990–2006 Emir von Dubai)

### Zentralasien
- Afghanistan
  - Staatsoberhaupt: König Mohammed Sahir Schah (1933–1973)
  - Regierungschef:
    - Ministerpräsident Mohammad Nur Ahmad Etemadi (1967–9. Juni 1971)
    - Ministerpräsident Abdul Zahir (9. Juni 1971–1972)

- Mongolei
  - Staatsoberhaupt: Vorsitzender des Großen Volks-Churals Dschamsrangiin Sambuu (1954–1972)
  - Regierungschef: Vorsitzender des Ministerrates Jumdschaagiin Tsedenbal (1952–1974) (1974–1984 Vorsitzender des Großen Volks-Churals)

## Australien und Ozeanien
- Australien
  - Staatsoberhaupt: Königin Elisabeth II. (1952–2022)
    - Generalgouverneur: Paul Hasluck (1969–1974)

  - Regierungschef:
    - Premierminister John Gorton (1968–10. März 1971)
    - Premierminister William McMahon (10. März 1971–1972)

- Cookinseln (unabhängiger Staat in freier Assoziierung mit Neuseeland)
  - Staatsoberhaupt: Königin Elisabeth II. (1965–2022)
  - Regierungschef: Premierminister Albert R. Henry (1965–1978)

- Fidschi
  - Staatsoberhaupt: Königin Elisabeth II. (1970–1987)
    - Generalgouverneur Robert Sidney Foster (1970–1973)

  - Regierungschef: Premierminister Kamisese Mara (1970–1987, 1987–1992) (1993–2000 Präsident)

- Nauru
  - Staats- und Regierungschef: Präsident Hammer DeRoburt (1968–1976, 1978–1986, 1986, 1986–1989)

- Neuseeland
  - Staatsoberhaupt: Königin Elisabeth II. (1952–2022)
    - Generalgouverneur: Arthur Porritt (1967–1972)

  - Regierungschef: Premierminister Keith Holyoake (1957, 1960–1972) (1977–1980 Generalgouverneur)

- Tonga
  - Staatsoberhaupt: König Taufaʻahau Tupou IV. (1970–2006)
  - Regierungschef: Premierminister Fatafehi Tu'ipelehake (1970–1991)

- Westsamoa (heute Samoa)
  - Staatsoberhaupt: O le Ao o le Malo Tanumafili II. (1962–2007)
  - Regierungschef: Premierminister Tupua Tamasese Lealofi IV. (1970–1973, 1975–1976)

## Europa
- Albanien
  - Parteichef: 1. Sekretär der albanischen Arbeiterpartei Enver Hoxha (1948–1985) (1946–1954 Ministerpräsident)
  - Staatsoberhaupt: Vorsitzender des Präsidiums der Volksversammlung Haxhi Lleshi (1953–1982)
  - Regierungschef: Ministerpräsident Mehmet Shehu (1954–1981)

- Andorra
  - Co-Fürsten:
    - Staatspräsident von Frankreich: Georges Pompidou (1969–1974)
    - Bischof von Urgell:
      - Ramón Malla Call (1969–31. Januar 1971) (kommissarisch)
      - Joan Martí Alanís (31. Januar 1971–2003)

- Belgien
  - Staatsoberhaupt: König Baudouin I. (1951–1993)
  - Regierungschef: Ministerpräsident Gaston Eyskens (1949–1950, 1958–1961, 1968–1973)

- Bulgarien
  - Parteichef: Generalsekretär der Bulgarischen Kommunistischen Partei Todor Schiwkow (1954–1989) (1971–1989 Staatsratsvorsitzender) (1962–1971 Vorsitzender des Ministerrats)
  - Staatsoberhaupt:
    - Vorsitzender des Präsidiums der Nationalversammlung Georgi Traikow (1964–7. Juli 1971)
    - Staatsratsvorsitzender Todor Schiwkow (7. Juli 1971–1989) (1954–1989 Parteichef) (1962–1971 Vorsitzender des Ministerrats)

  - Regierungschef:
    - Vorsitzender des Ministerrats Todor Schiwkow (1962–7. Juli 1971) (1954–1989 Parteichef) (1971–1989 Staatsratsvorsitzender)
    - Vorsitzender des Ministerrats Stanko Todorow (7. Juli 1971–1981) (1990 Präsident)

- Dänemark
  - Staatsoberhaupt: König Friedrich IX. (1947–1972)
  - Regierungschef:
    - Ministerpräsident Hilmar Baunsgaard (1968–11. Oktober 1971)
    - Ministerpräsident Jens Otto Krag (1962–1968, 11. Oktober 1971–1972)

  - Färöer (politisch selbstverwalteter und autonomer Bestandteil des Königreichs Dänemark)
    - Vertreter der dänischen Regierung: Reichsombudsmann Mogens Wahl (1961–1972)
    - Regierungschef: Ministerpräsident Atli P. Dam (1970–1981, 1985–1989, 1991–1993)

- Bundesrepublik Deutschland
  - Staatsoberhaupt: Bundespräsident Gustav Heinemann (1969–1974)
  - Regierungschef: Bundeskanzler Willy Brandt (1969–1974)

- Deutsche Demokratische Republik
  - Parteichef:
    - Generalsekretär des ZK der SED Walter Ulbricht (1950–3. Mai 1971) (1960–1973 Staatsratsvorsitzender)
    - Generalsekretär des ZK der SED Erich Honecker (3. Mai 1971–1989) (1976–1989 Staatsratsvorsitzender)

  - Staatsoberhaupt: Vorsitzender des Staatsrats Walter Ulbricht (1960–1973) (1950–1971 Parteichef)
  - Regierungschef: Vorsitzender des Ministerrates Willi Stoph (1964–1973, 1976–1989) (1973–1976 Staatsratsvorsitzender)

- Finnland
  - Staatsoberhaupt: Präsident Urho Kekkonen (1956–1982) (1950–1953, 1954–1956 Ministerpräsident)
  - Regierungschef:
    - Ministerpräsident Ahti Karjalainen (1962–1963, 1970–29. Oktober 1971)
    - Ministerpräsident Teuvo Aura (1970, 29. Oktober 1971–1972)

- Frankreich
  - Staatsoberhaupt: Präsident Georges Pompidou (1969–1974) (1962–1968 Premierminister)
  - Regierungschef: Premierminister Jacques Chaban-Delmas (1969–1972)

- Griechenland
  - Staatsoberhaupt: König Konstantin II. (1964–1973/74) (ab 1967 im Exil)
    - Regent: Georgios Zoitakis (1967–1972)

  - Regierungschef: Ministerpräsident Georgios Papadopoulos (1967–1973) (1972–1973 Regent), (1973 Präsident)

- Irland
  - Staatsoberhaupt: Präsident Éamon de Valera (1959–1973) (1932–1948, 1951–1954, 1957–1959 Ministerpräsident)
  - Regierungschef: Taoiseach Jack Lynch (1966–1973, 1977–1979)

- Island
  - Staatsoberhaupt: Präsident Kristján Eldjárn (1968–1980)
  - Regierungschef:
    - Ministerpräsident Jóhann Hafstein (1970–14. Juli 1971)
    - Ministerpräsident Ólafur Jóhannesson (14. Juli 1971–1974, 1978–1979)

- Italien
  - Staatsoberhaupt:
    - Präsident Giuseppe Saragat (1964–24. Dezember 1971)
    - Präsident Giovanni Leone (24. Dezember 1971–1978) (1963, 1968 Ministerpräsident)

  - Regierungschef: Ministerpräsident Emilio Colombo (1970–1972)

- Jugoslawien
  - Staatsoberhaupt: Präsident Josip Broz Tito (1953–1980) (1945–1963 Ministerpräsident)
  - Regierungschef:
    - Präsident des ausführenden Bundesrates Mitja Ribičič (1969–30. Juli 1971)
    - Präsident des ausführenden Bundesrates Džemal Bijedić (30. Juli 1971–1977)

- Kanalinseln[1]
  - Guernsey
    - Staats- und Regierungschef: Herzogin Elisabeth II. (1952–2022)
      - Vizegouverneur: Charles Mills (1969–1974)

  - Jersey
    - Staats- und Regierungschef: Herzogin Elisabeth II. (1952–2022)
      - Vizegouverneur: John Davis (1969–1974)

- Liechtenstein
  - Staatsoberhaupt: Fürst Franz Josef II. (1938–1989)
  - Regierungschef: Alfred Hilbe (1970–1974)

- Luxemburg
  - Staatsoberhaupt: Großherzog Jean (1964–2000)
  - Regierungschef: Staatsminister Pierre Werner (1959–1974, 1979–1984)

- Malta
  - Staatsoberhaupt: Königin Elisabeth II. (1964–1974)
    - Generalgouverneur
      - Maurice Henry Dorman (1964–21. Juni 1971)
      - Anthony Mamo (21. Juni 1971–1974) (1974–1976 Präsident)

  - Regierungschef:
    - Premierminister Ġorġ Borg Olivier (1964–21. Juni 1971)
    - Premierminister Dom Mintoff (21. Juni 1971–1984)

- Isle of Man[1]
  - Staatsoberhaupt: Lord of Man Elisabeth II. (1952–2022)
    - Vizegouverneur: Peter Hyla Gawne Stallard (1966–1974)

  - Regierungschef:
    - Vorsitzender des Exekutivrats Norman Crowe (1967–Januar 1971)
    - Vorsitzender des Exekutivrats Percy Radcliffe (Januar 1971–1977; 1981–1985)

- Monaco
  - Staatsoberhaupt: Fürst: Rainier III. (1949–2005)
  - Regierungschef: Staatsminister François-Didier Gregh (1969–1972)

- Niederlande
  - Staatsoberhaupt: Königin Juliana (1948–1980)
  - Regierungschef:
    - Ministerpräsident Piet de Jong (1967–6. Juli 1971)
    - Ministerpräsident Barend Biesheuvel (6. Juli 1971–1973)

  - Niederländische Antillen (Land des Königreichs der Niederlande)
    - Vertreter der niederländischen Regierung: Gouverneur Ben Leito (1970–1983)
    - Regierungschef:
      - Ministerpräsident Ernesto Petronia (1969–Februar 1971)
      - Ministerpräsident Ronchi Isa (Februar 1971–Juni 1971, 1972–1973)
      - Ministerpräsident Otto Beaujon (Juni 1971–1972)

- Norwegen
  - Staatsoberhaupt: König Olav V. (1957–1991)
  - Regierungschef:
    - Ministerpräsident Per Borten (1965–17. März 1971)
    - Ministerpräsident Trygve Bratteli (17. März 1971–1972, 1973–1976)

- Österreich
  - Staatsoberhaupt: Bundespräsident Franz Jonas (1965–1974)
  - Regierungschef: Bundeskanzler Bruno Kreisky (1970–1983)

- Polen
  - Parteichef: 1. Sekretär Edward Gierek (1970–1980)
  - Staatsoberhaupt: Staatsratsvorsitzender Józef Cyrankiewicz (1970–1972) (1947–1952, 1954–1970 Ministerpräsident)
  - Regierungschef: Ministerpräsident Piotr Jaroszewicz (1970–1980)

- Portugal
  - Staatsoberhaupt: Präsident Américo Tomás (1958–1974)
  - Regierungschef: Ministerpräsident Marcelo Caetano (1968–1974)

- Rumänien
  - Parteichef: Generalsekretär Nicolae Ceaușescu (1965–1989) (1967–1989 Staatsoberhaupt)
  - Staatsoberhaupt: Vorsitzender des Staatsrats Nicolae Ceaușescu (1967–1989) (1965–1989 Parteichef)
  - Regierungschef: Ministerpräsident Ion Gheorghe Maurer (1961–1974) (1958–1961 Staatsoberhaupt)

- San Marino
  - Staatsoberhaupt: Capitani Reggenti
    - Simone Rossini (1. Oktober 1970–1. April 1971) und Giuseppe Lonfernini (1. Oktober 1970–1. April 1971)
    - Luigi Lonfernini (1. April 1970–1. Oktober 1971, 2001) und Attilio Montanari (1. April 1970–1. Oktober 1971)
    - Federico Carattoni (1965, 1. Oktober 1971–1. April 1972) und Marino Vagnetti (1. Oktober 1971–1. April 1972)

  - Regierungschef: Außenminister Federico Bigi (1957–1972)

- Schweden
  - Staatsoberhaupt: König Gustav VI. Adolf (1950–1973)
  - Regierungschef: Ministerpräsident Olof Palme (1969–1976, 1982–1986)

- Schweiz[2]
  - Bundespräsident Rudolf Gnägi (1. Januar 1971–31. Dezember 1971, 1976)
  - Bundesrat:
    - Ludwig von Moos (1960–31. Dezember 1971)
    - Hans-Peter Tschudi (1960–1973)
    - Roger Bonvin (1962–1973)
    - Rudolf Gnägi (1966–1979)
    - Nello Celio (1967–1973)
    - Ernst Brugger (1970–1978)
    - Pierre Graber (1970–1978)

- Sowjetunion
  - Parteichef: Generalsekretär der KPdSU Leonid Breschnew (1964–1982) (bis 1966 Erster Sekretär) (1960–1964, 1977–1982 Staatsoberhaupt)
  - Staatsoberhaupt: Vorsitzender des Präsidiums des obersten Sowjets Nikolai Podgorny (1965–1977)
  - Regierungschef: Vorsitzender des Ministerrats Alexei Kossygin (1964–1980)

- Spanien
  - Staats- und Regierungschef: Caudillo Francisco Franco (1939–1975)

- Tschechoslowakei
  - Parteichef: Vorsitzender Gustáv Husák (1969–1987) (1975–1989 Präsident)
  - Staatsoberhaupt: Präsident Ludvík Svoboda (1968–1975)
  - Regierungschef: Ministerpräsident Lubomír Štrougal (1970–1988)

- Ungarn
  - Parteichef: Generalsekretär der Partei der Ungarischen Werktätigen János Kádár (1956–1988) (1956–1958, 1961–1965 Ministerpräsident)
  - Staatsoberhaupt: Vorsitzender des Präsidentschaftsrats Pál Losonczi (1967–1987)
  - Regierungschef: Ministerpräsident Jenő Fock (1967–1975)

- Vatikanstadt
  - Staatsoberhaupt: Papst Paul VI. (1963–1978)
  - Regierungschef: Kardinalstaatssekretär Jean-Marie Villot (1969–1979)

- Vereinigtes Königreich
  - Staatsoberhaupt: Königin Elisabeth II. (1952–2022) (gekrönt 1953)
  - Regierungschef: Premierminister Edward Heath (1970–1974)

- Republik Zypern
  - Staats- und Regierungschef: Präsident Makarios III. (1960–1974, 1947–1977)